# デュアスロン
デュアスロン（英語 duathlon）とは、複合競技の一種で、第一ラン（ランニング）、バイク（自転車ロードレース）、第二ラン（ランニング）を順に行い、所要時間、順位を競うスポーツ。トライアスロンの水泳を第一ランに代えたもの。

## 概要
水泳が得意でない人でも参加できるように、または、水泳を設定しづらい会場や、冬季でも開催できるように、トライアスロンのスイムをランニングに代えて行う競技。
走行距離は大会、クラスによって異なり、初心者向けのラン0.5km＋バイク5km＋ラン0.5km程度の短いものから、体力を要するラン10km＋バイク85km＋ラン5km程度の長いものまである。
世界選手権、ワールドカップ等の公式距離は、ラン10km＋バイク40km＋ラン5kmである。
スタート地点とゴール地点が同じで、2回のランは同じ距離（多くは同じコース）を走る場合と、スタート地点とゴール地点が異なり、距離、ルートも違う場合がある。

## 日本の大会
- ビホロ100kmデュアスロン大会 - 北海道美幌町の柏ヶ丘陸上競技場発着、8月第3日曜日に開催
- 庄内デュアスロン大会in酒田 - 山形県酒田市の北港多目的グラウンド、5月第2日曜日に開催
- 常総デュアスロン - 千葉県成田市の下総フレンドリーパーク、2月第3日曜日に開催
- MTBデュアスロン大会 - 滋賀県野洲町の野洲川公園内、11月第2日曜日に開催
- 舞鶴インターナショナルデュアスロン大会、キッズデュアスロン大会 - 京都府舞鶴市の東体育館～前島埠頭、5月第3日曜日に開催
- アスカンカップデュアスロン大会 - 大阪府大阪市の舞洲スポーツアイランド、夏場不定期
- 鳥取砂丘ジュニアデュアスロン全国大会 - 鳥取県鳥取市の鳥取県立鳥取砂丘こどもの国、9月第3日曜日に開催、小学生が対象）
- デュアスロン・ジャパン国東半島国見大会 - 大分県国東市、10月第3日曜日に開催
- デュアスロンIN南さつま（旧デュアスロンINかせだ） - 鹿児島県南さつま市の鹿児島県立吹上浜海浜公園、3月第2日曜日に開催
- カーフマンジャパンデュアスロングランプリ- 国内複数箇所でのシリーズ戦、秋から春先まで開催
- 日本学生デュアスロン選手権大会

## 海外の大会
- デュアスロン世界選手権
- ロングデュアスロン世界選手権
- ロンドンデュアスロン - イギリスロンドン、9月第3日曜日に開催